# White Tee
White Tee è il singolo di debutto dei Dem Franchize Boyz, uscito nel 2004. La canzone è stata prodotta da Jamal "Pimpin'" Willingham, uno dei membri del gruppo.

## Informazioni
Sono stati realizzati molti remix, alcuni dei quali prodotti da Paul Wall, Chingo Bling, Crime Mob e MC Hammer.
La canzone è considerata come uno dei migliori singoli Snap del 2004 e ha portato i Dem Franchize Boyz ad essere considerati come i nuovi pionieri del sottogenere.
Nel video musicale, i Dem Franchize Boyz e tutte le altre comparse indossano maglie completamente bianche (le cosiddette appunto White Tee's), che dopo il successo della canzone hanno ricominciato ad essere di moda nell'hip hop.

## Remix
- White Tee Remix (feat. Jermaine Dupri & Slim)
- Pink Tees
- Throwbacks (White Tees Remix) (by Chevy Al)
- White Tees (Female Remix) (by Jara)
- Black Tee (by Crime Mob)
- Blue Tee (by Crime Mob)
- Blue Tee (by Elston Harvey)
- Blue Tee (Girl Version)
- Red Tee (by L Blaze)
- Red Tee (by Skelunatic & Baby Genious)
- Green Tee (by MC Hammer)
- Black Tee Remix (by Gucci Mane, Young Jeezy, Bun B, Lil' Scrappy, Jody Breeze & Killer Mike)
- Tall Tee (by Paul Wall)
- Long Tee
- Stained Tee (by DJ Shau-Al-Wall)
- Tee Mix (by DJ Shau-Al-Wall)
- White Chix (by Chingo Bling)
- Tee Mix

## Posizioni in classifica negli USA
| Classifica                      | Posizione massima |
| ------------------------------- | ----------------- |
| Billboard Hot 100               | 79                |
| Billboard Hot R&B/Hip-Hop Songs | 25                |
| Billboard Hot Rap Tracks        | 23                |